# Mehmet Shehu
Mehmet Ismail Shehu (født 10. januar 1913 i nærheden af Mallakastra i Sydalbanien, død 17. december 1981 i Tirana) var en albansk kommunistisk politiker. Mehmet Sheru var Albaniens premierminister 1954-1981.

## Militæruddannelse. Deltagelse i den Spanske Borgerkrig
Mehmu Shehu studerede militærvidenskab i Napoli i 1930'erne. Han deltog i den spanske borgerkrig fra 1937 til 1939 som medlem af den Internationale Garibaldi Brigade. Han var interneret i Frankrig fra 1939 til 1942.

## I den albanske modstandsbevægelse
I 1942 indgik han i den kommunistisk orienterede del af den albanske modstandsbevægelse. Han avancerede til chef for den 1' partisanbrigade (1943-1944) og blev senere divisionskommandant i befrielseshæren. Han var én af de ansvarlige for undertrykkelsen af bjergbønderne i Nordalbanien, der var negativt stemt over for kommunisterne.
I 1944 blev han medlem af modstandsbevægelsens regering (Den Nationale Befrielses Anti-fascistiske Råd).
Mehmet Shehu blev næstkommanderende for befrielseshærens generalstab og senere general og generalstabschef efter at have studeret militærvidenskab i Moskva. Blandt andre der har studeret militærvidenskab i Moskva er Albaniens præsident, tidligere general Alfred Moisiu.

## I den kommunistiske partiledelse. Minister. Premierminister
Fra 1948 og frem overgik Mehmet Shehu i det væsentlige til civilt politisk arbejde. Han blev medlem af den kommunistiske centralkomité og af den øverste ledelse, politbureauet, og var også i en periode indenrigsminister og ansvarlig for politimyndighederne.
I perioden 1954 til 1981 var Mehmet Shehu premierminister (formand for ministerrådet), fra 1974 var han tillige forsvarsminister.

## Forholdet til Enver Hoxha
Han var i mange år Enver Hoxhas støtte, både i opgøret med Titos Jugoslavien i 1948, med Sovjetunionen i 1961 og med den kinesiske folkerepublik i midten af 1970'erne.
Det er hævdet, at Mehmet Shehu omkring 1981 begyndte at anfægte den politiske isolationalisme som Enver Hoxha, hans kone Nexhmije Hoxha og flere andre var ansvarlige for.

## Selvmord eller drab?
Han blev fundet skudt i sin seng natten mellem den 17. december 1981 og 18. december 1981, og det blev straks efter officielt meddelt, at han havde begået selvmord på grund af et nervøst sammenbrud. Han blev hemmeligt begravet ved landsbyen Ndroq.
Kort efter hævdede Enver Hoxha i taler og i sin bog The Titoites fra 1982 at Mehmet Shehu havde været flerdobbelt spion for den jugoslaviske efterretningstjeneste, for KGB og for CIA.
Det formodes i almindelighed, at Mehmet Shehu blev likvideret på ordre af Enver Hoxha, fordi denne ikke ville acceptere kritik af sin isolationistiske linje og af sin øverste politiske ledelse.
Mehmet Shehus kone, Fiqret (født Sanxhaktari), og to sønner blev fængslet. Den yngste søn, Bashkim, søgte efter sin fars grav og lokaliserede den den 19. november 2001.

## Ismail Kadarés roman
Ismail Kadaré har omkring årsskiftet 2005-2006 udgivet en roman på det engelsk-amerikanske marked om forholdet mellem Enver Hoxha og Mehmet Shehu. Dansk udgave – Efterfølgeren – er udgivet i 2006.